# Noguera

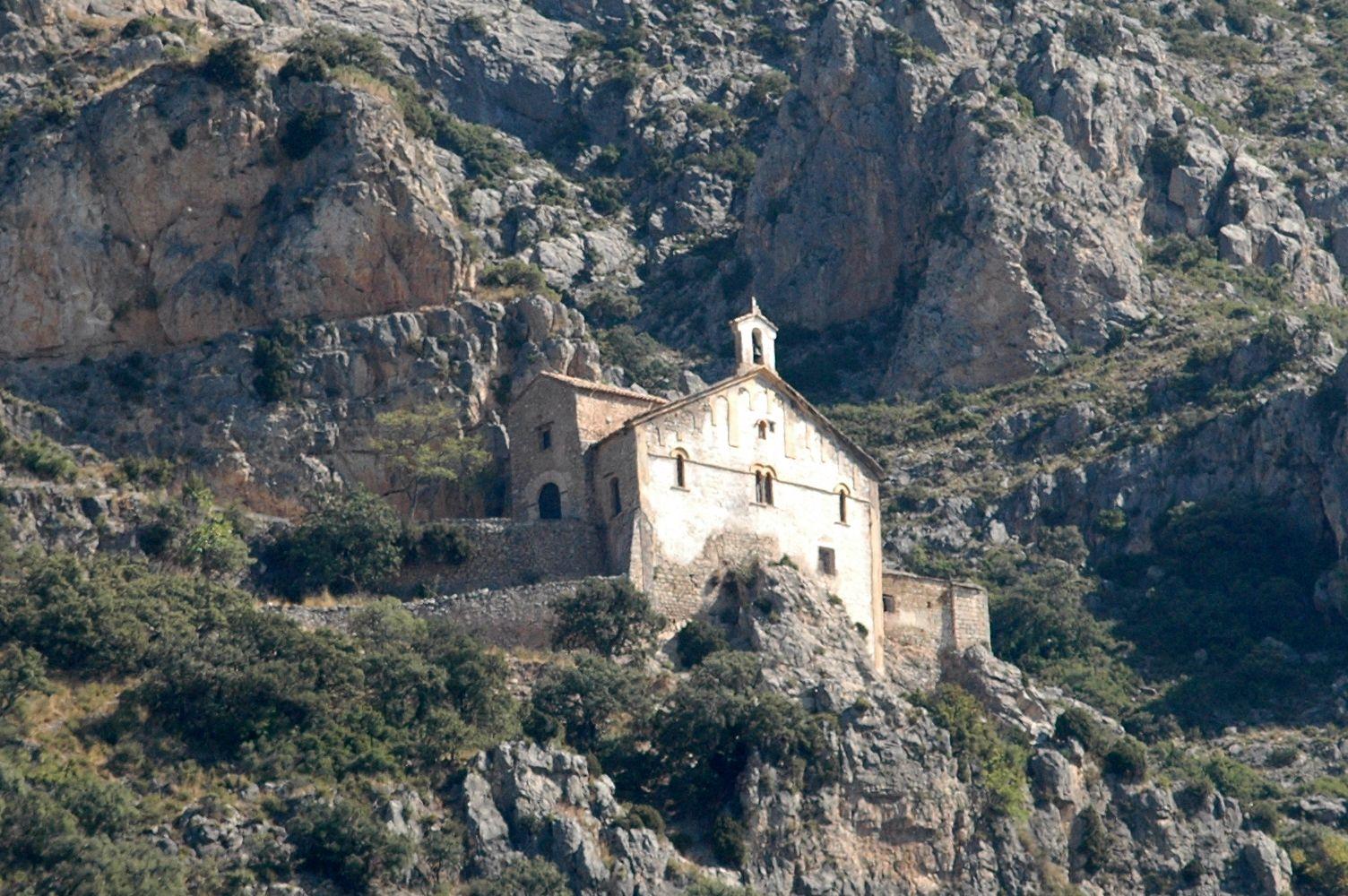
Mare de Déu de Pedra i grevskapet Noguera.

Noguera är ett grevskap, comarca i västra Katalonien, i Spanien. Noguera är den största comarcan, med en area motsvarande nästan 5,6 procent av Kataloniens. Huvudstaden heter Balaguer, med 16665 innevånare 2013.

## Kommuner
Noguera är uppdelat i 30 kommuner, municipis.

- Àger
- Albesa
- Algerri
- Alòs de Balaguer
- Artesa de Segre
- Les Avellanes i Santa Linya
- Balaguer
- La Baronia de Rialb
- Bellcaire d'Urgell
- Bellmunt d'Urgell
- Cabanabona
- Camarasa
- Castelló de Farfanya
- Cubells
- Foradada
- Ivars de Noguera
- Menàrguens
- Montgai
- Oliola
- Os de Balaguer
- Penelles
- Ponts
- Preixens
- La Sentiu de Sió
- Tiurana
- Torrelameu
- Térmens
- Vallfogona de Balaguer
- Vilanova de Meià
- Vilanova de l'Aguda